# Bildungscampus Herford

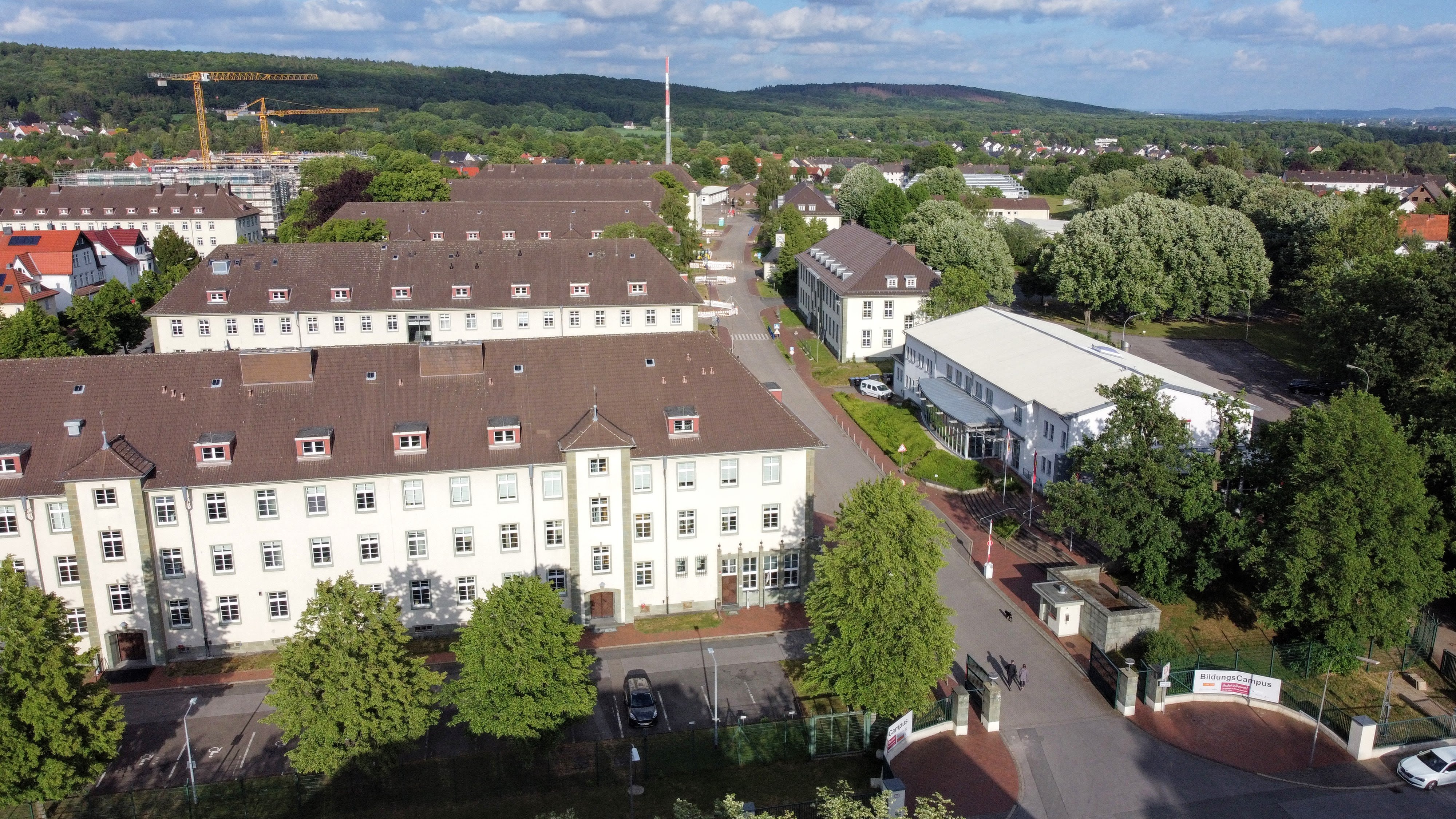
BildungsCampus Herford

Der Bildungscampus Herford (Eigenschreibweise: BildungsCampus Herford) ist ein ehemaliges Kasernengelände in der ostwestfälischen Stadt Herford, das zuerst den Streitkräften zur Zeit des Nationalsozialismus und dann der British Army diente. Auf dem Gelände wurde im September 2017 eine Außenstelle der Fachhochschule für Finanzen Nordrhein-Westfalen (FHF) eröffnet, die seit Dezember 2019 Hochschule für Finanzen Nordrhein-Westfalen (HSF) heißt. Zukünftig sollen weitere Bildungs- und Kultureinrichtungen auf dem Areal angesiedelt werden.

## Gelände
Der Bildungscampus befindet sich auf dem Stiftberg in der ehemaligen britischen Wentworth-Kaserne. Auf einer Fläche von 9,6 Hektar zwischen der Vlothoer Straße, der Stadtholzstraße und der Ulmenstraße befinden sich sieben denkmalgeschützte, ehemalige Kasernengebäude, die als Mannschaftsunterkünfte und für die Verwaltung genutzt wurden. Dazu zählen eine Schule, ein Konferenzzentrum mit etwa 270 Sitzplätzen sowie weitere kleine Gebäude. Gegenüber dem Eingang zur Wentworth-Kaserne an der Liststraße befindet sich das ehemalige Offizierskasino mit einem etwa 200 m² großen Ballsaal. Die in Ost-West-Richtung durch das Gelände verlaufende Straße hat nach der schottische Astronomin und Mathematikerin Mary Somerville den Namen Mary-Somerville-Boulevard erhalten.

## Geschichte

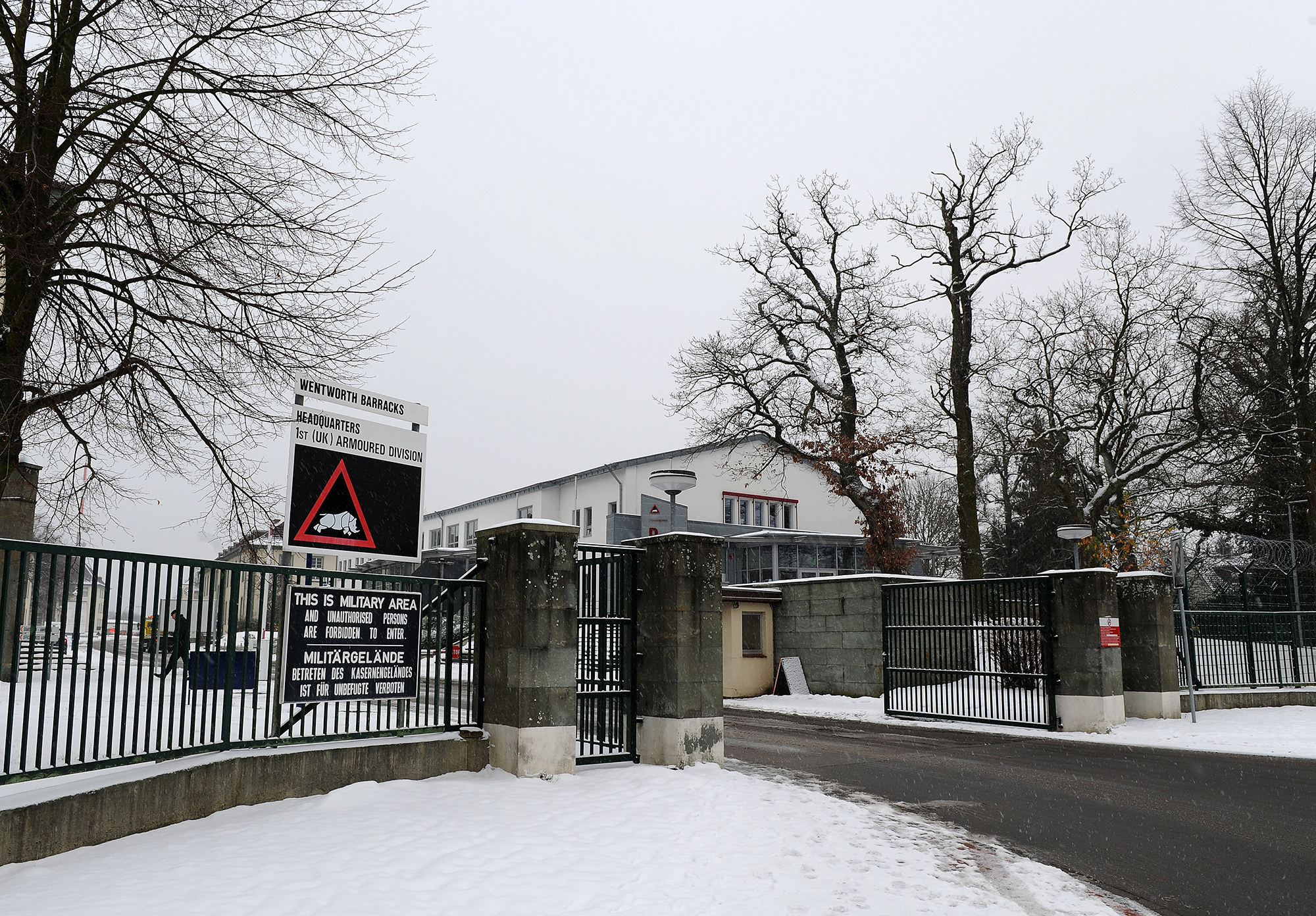
Haupttor zur Wentworth-Kaserne zur Zeit der Britischen Streitkräfte, hinter dem Tor das Konferenzzentrum

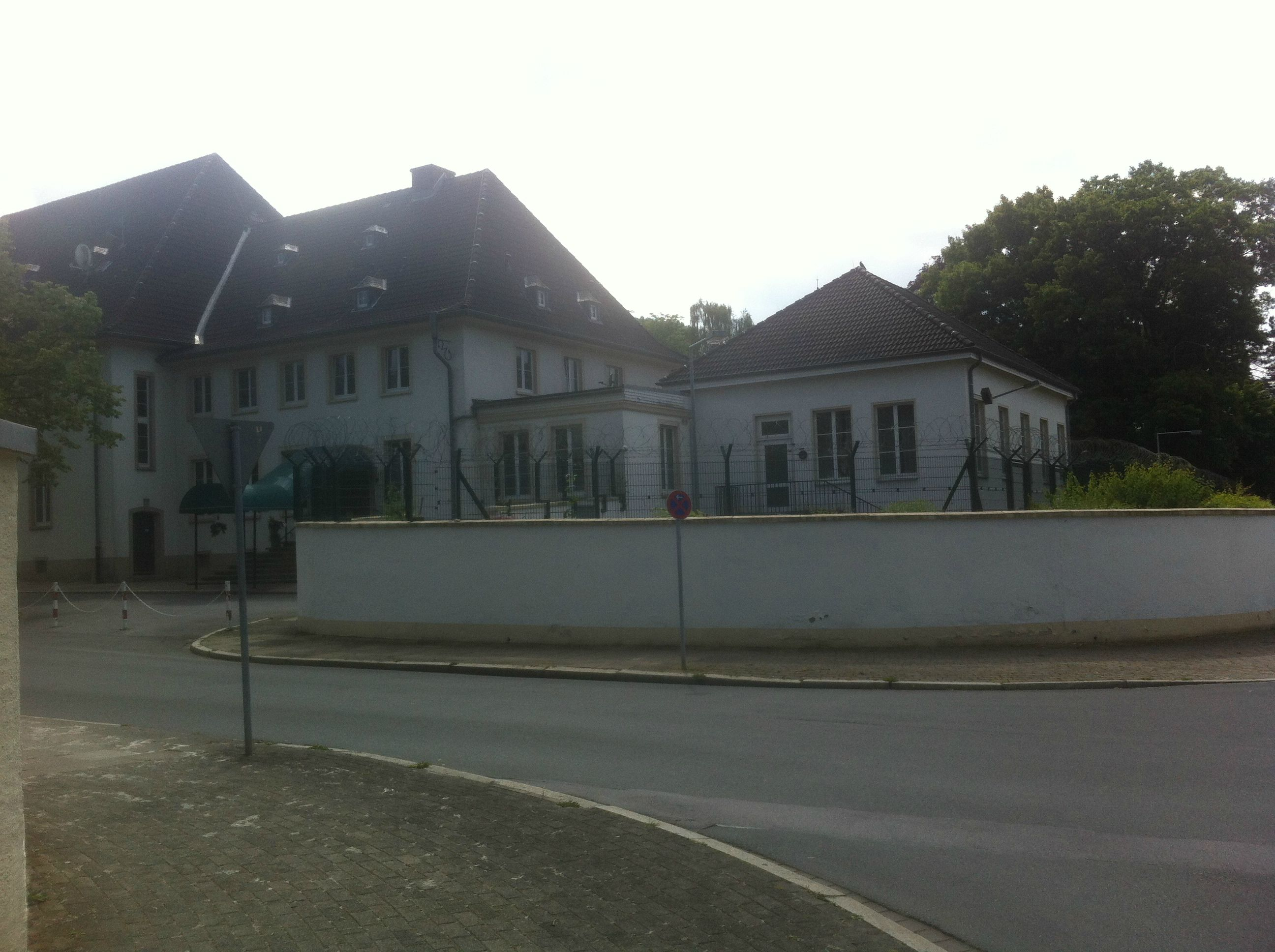
Ehemaliges Offizierskasino an der Liststraße, seit September 2017 Mensa

Die Kasernengebäude wurden Mitte der 1930er Jahre für die Wehrmacht als Stobbe-Kaserne errichtet und ab 1937 bezogen. Nach dem 2. Weltkrieg nutzte die Britische Rheinarmee die Gebäude. Das Hauptquartier der 1. Britische Panzerdivision stand unter der Leitung eines Generalmajors. Von diesem Standort wurden die britischen Einsatztruppen in Deutschland befehligt. Die Deutschlandzentrale des British Forces Broadcasting Service (BFBS) war von Oktober 1990 bis Juli 2009 hier untergebracht.
Nachdem im Jahr 2010 bekanntgegeben wurde, dass die Britischen Streitkräfte ihre Standorte in Deutschland aufgeben würden, wurden in Herford Überlegungen zur weiteren Nutzung der britischen Flächen angestellt. Dabei kristallisierte sich heraus, dass die Wentworth-Kaserne als Bildungsstandort genutzt werden könnte, wobei überwiegend das Konferenzzentrum und das Offizierskasino den Ausschlag gegeben hatten. Bereits bevor die Kaserne 2015 aufgegeben wurde, begannen konkrete Planungen für das Gelände und 2016 konnte bereits der erste Förderantrag für den Umbau gestellt werden. Die erste Förderzusage und die Ansiedlungszusage der damaligen Fachhochschule für Finanzen lagen Ende 2016 vor. Somit konnte 2017 die Planung für den Studienbetrieb beginnen. Nach dem Abschluss des Mietvertrages mit der BImA (Bundesanstalt für Immobilienaufgaben) für einen ersten Teilbereich der Wentworth-Kaserne begann der Aus- und Umbau im Anfang 2017. Weitere Fördergelder wurden im Laufe des Jahres bewilligt. Die Stadt beabsichtigt, das gesamte Gelände von der BImA zu kaufen.

## Gestaltung

### Historische Anlage
Die an der Vlothoer Straße gelegenen ursprünglichen Gebäude der ehemaligen Infanteriekaserne, des Offiziersheimes und der Heeresfachschule wurden in ihrer Entstehungszeit besonders sorgfältig gestaltet. Dies betraf sowohl die städtebauliche Anordnung mit dem Kasino als hervorgehobenem Ort als auch die gestalterischen Details der Baukörper und Fassaden sowie die aufwendige handwerkliche Ausführung.
Das ehemalige Kasino im reduzierten Heimatstil mit neoklassizistischen Anklängen besteht aus mehreren verputzten, symmetrisch angeordneten Baukörpern unter Satteldächern aus Schiefer. Der Hauptbau wurde zweigeschossig angelegt und mit einem Walmdach überdeckt. Die Flügelbauten traten in Höhe und Fassadenflucht zurück. Ein weiterer eingeschossiger Bau mit Walmdach im Norden schuf die Verbindung zu einem frei stehenden, runden Pavillon mit steilem Zeltdach, ebenfalls mit Schiefer eingedeckt.
Die dreigeschossigen früheren Mannschaftsbauten über erhöhtem Kellersockel wurden mit Stahlbetondecken ausgeführt. Auch die gegenläufigen Treppenhäusern wurden in Beton konstruiert. Sie erschließen die mittigen Längsflure. Alle Bauten bekamen eine feuersichere Dachkonstruktion, bei der der untere Teil des Tragwerks ebenfalls aus Beton bestand. Die mit Dachziegeln gedeckten Walmdächer wurden mit großem Dachüberstand ausgebildet. Die Fassade wurde durch die Treppenhäuser gestaltet. Je zwei dreieinhalb-geschossige Treppenhäuser schoben sich aus den östlichen Längswänden heraus und erhielten geschwungene Walmdächer. Die Putzfassaden wurden durch Steinmetz-Elemente aus grünlichem Anröchter Stein gegliedert. Der Naturstein fasst den Sockel, die Gebäudekanten und die Seitenfronten der Treppenhauserker ein.
Das Stabshaus, in dessen südlichem Teil des Erdgeschosses die Wache lag, wurde auf der gesamten Wandflächen mit Werkstein bekleidet. Pilaster zwischen den Fenstern wurden mit Kugeln bekrönt. Ein Hoheitszeichen (Adler) auf dem Pfeiler der Gebäudeecke ist heute entfernt.
Zwei verputzte, zweigeschossige Wirtschaftsgebäude über hohem Kellersockel wurden ebenso aufwendig mit Sandsteinelementen ausgestattet. Ihre Funktionen waren ursprünglich Mannschaftsspeise- und Sozialgebäude. Die Längsfronten verfügten jeweils über drei nebeneinander angeordnete Eingänge. Der mittlere Eingang führte über eine Treppe in das Obergeschoss. Die seitlichen Eingänge erschlossen große Erdgeschossräume, vermutlich die Speisesäle der Mannschaften. Davor lagen zwei Mannschaftsbauten symmetrisch um einen Hof. Als zentraler Orientierungspunkt der Gesamtanlage ordnete man einen eingeschossigen Pavillon mit Uhr an. Er dient jedoch lediglich als Transformatorenstation.

### Denkmalstatus
Als „anschauliches Dokument der jüngeren deutschen Geschichte“, dass „mit anderen ausgewählten Kasernen und militärischen Einrichtungen der 1930er Jahre in Nordrhein-Westfalen die Aggressions- und Expansionspolitik der nationalsozialistischen Machthaber“ zeigt, wurden aufgrund der historischen Bedeutung die bauzeitlich weitgehend erhaltenen baulichen Anlagen 2005 unter Schutz gestellt. Dazu gehören im Einzelnen:
- das Offizierskasino (ohne Küchenanbau)
- das konstruktive Gerüst, die äußere Gestaltung sowie die Treppenhäuser der fünf Mannschaftshäuser und der beiden Wirtschaftsgebäude
- das Trafohaus
- die Umfassungsmauern

### Freianlagen
Im Oktober 2018 wurde ein freiraumplanerischer Wettbewerb ausgelobt, der zwei zweite Preise und einen dritten Preis ergab. Im anschließenden Verhandlungsverfahren setzte sich das Büro Greenbox Landschaftsarchitekten durch. Die Realisierung startete im Jahr 2021. Ziele sind, die Konversionsflächen in das Stadtgefüge einzufügen und Freiflächen für die Nutzenden des Campus zu gestalten. Die denkmalgeschützte Kasernenarchitektur sollte dabei prägend bleiben.

## Hochschule für Finanzen Nordrhein-Westfalen
Die Hochschule für Finanzen mit ihrem Hauptsitz in Nordkirchen, an der Finanzanwärter für den gehobenen Dienst studieren, suchte aufgrund steigender Studierendenzahlen einen zusätzlichen Standort.
Am 4. September 2017 wurde die Außenstelle in Herford für die ersten 160 Studierenden sowie 14 Dozierende eröffnet. Im Block A, dem ehemaligen Stabshaus des Kasernengeländes, wurden Lehrsäle, eine Bibliothek, Lehrerzimmer, Verwaltungsbüros und Studierendenzimmer geschaffen. Weitere Lehrsäle sind im Konferenzzentrum untergebracht. Zusätzliche Wohnmöglichkeiten für die Studierenden gibt es in ehemaligen Wohnungen für Angehörige der Britischen Streitkräfte an der benachbarten Ulmenstraße. Im ehemaligen Offizierskasino wurde die Mensa für die Studierenden und das Personal eingerichtet.
Nachdem die damalige Fachhochschule im ersten Jahrgang mit 160 Studierenden gestartet war, begannen im September 2018 weitere 240 Studierende mit weiteren Dozierenden ihr Studium. Dazu wurde und wird im zweiten Schritt der Block B zur Erweiterung der Lehr- und Lernmöglichkeiten umgebaut. Vorübergehend wurden zusätzlich Wohncontainer aufgestellt. In der vorlesungsfreien Zeit können sich auch Finanzbeamte auf dem Bildungscampus fortbilden.

## Weitere Nutzungen
Auf dem Gelände wurde die Stadtentwicklungsgesellschaft Hansestadt Herford mbH (SEH) angesiedelt, die im Auftrag der Stadt das Konferenzzentrum und das Casino auf dem Campus für Konferenzen, Produktpräsentationen, Seminare, Workshops oder auch private oder geschäftliche Feiern und Veranstaltungen vermarktet.
Im Jahr 2019 kamen die Ausbildungsakademie Pflegeleicht der Bonitas-Gruppe und ein Standort der Firma PTA (Praxis für teamorientierte Arbeitsgestaltung GmbH) hinzu. Im Oktober 2020 eröffneten die Schulen für Pflegeberufe Herford/Lippe GmbH in der ehemaligen Lister School ihren Standort auf dem Bildungscampus und seit Oktober 2022 bietet die Technische Hochschule Ostwestfalen-Lippe den Bachelorstudiengang „Digital Management Solution“ an.
Im künftigen Hauptgebäude des Bildungscampus sind kleinteilige Büroeinheiten für Start-up-Unternehmen geplant und Besprechungsräume werden zur Miete angeboten. Das Foyer soll als Aufenthalts- und Begegnungsfläche dienen.
In weiteren Gebäuden, die noch nicht umgebaut sind, sollen weitere Bildungseinrichtungen angesiedelt werden.